# Russlandmennoniten

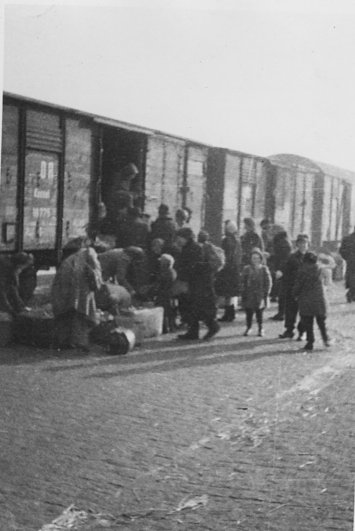
Eine Gruppe mennonitischer Flüchtlinge aus Russland 1947 in Berlin

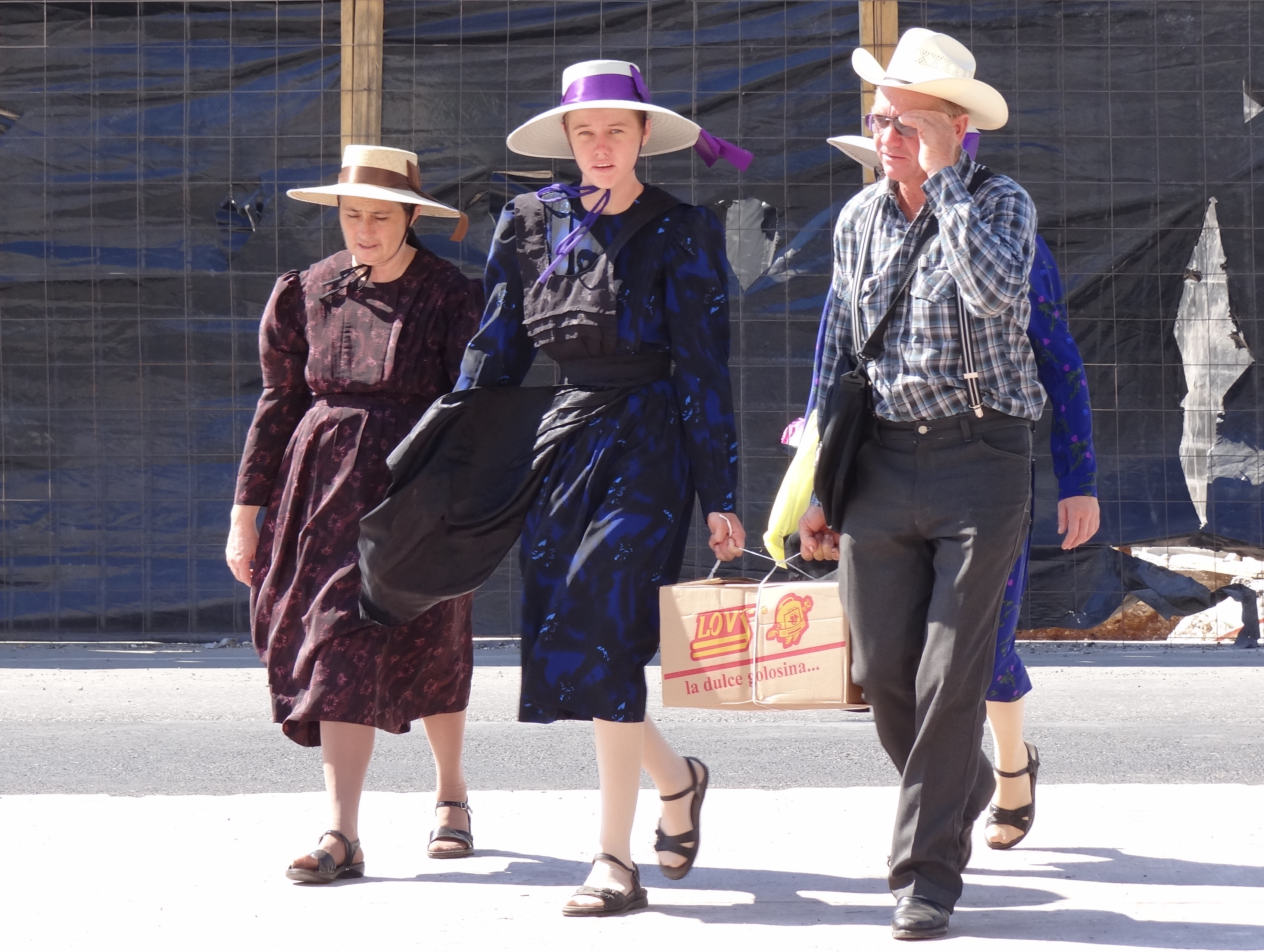
Russlandmennonitische Familie in traditioneller Kleidung in Campeche, Mexiko

Als Russlandmennoniten werden die Nachkommen jener (nieder-)deutschsprachigen Mennoniten bezeichnet, die seit Ende des 18. Jahrhunderts aus dem westpreußischen Weichseldelta in den Süden des europäischen Teils des Russischen Reiches (Gebiet der heutigen Ukraine) auswanderten und sich später in andere Teile des Reiches (wie Powolschje, Sibirien, heute in Russland) sowie in mehreren Migrationswellen ab 1874 zunächst nach Kanada und den USA, seit dem Ersten Weltkrieg auch nach Süd- und Mittelamerika ausgebreitet haben. Heute zählen die Nachkommen der nach Russland ausgewanderten Mennoniten mehrere hunderttausend Menschen.
Vor dem Ersten Weltkrieg lebten in Russland ungefähr 120.000 Russlandmennoniten. Von Stalin meist aus ihren angestammten Siedlungsgebieten zwangsweise nach Sibirien umgesiedelt, kamen zahlreiche Russlandmennoniten seit den 1970er Jahren als Spätaussiedler in die Bundesrepublik. Die Sprache vieler Russlandmennoniten ist Plautdietsch, eine westpreußische Varietät des Niederdeutschen. Diese Sprache ist im Weichseldelta als Verschmelzung von verschiedenen mitgebrachten (niederländischen, friesischen) und niederpreußischen Dialekten entstanden und wird heute noch weltweit von ca. einer halben Million Menschen gesprochen. Die Plautdietsch-Freunde beschäftigen sich in Deutschland und international sprachpflegerisch und sprachwissenschaftlich mit dem Plautdietsch der Russlandmennoniten.
Die Russlandmennoniten stellen als ethno-religiöse Gruppe (mit der gemeinsamen Sprache Plautdietsch) eine weltweit verstreute ethnische Minderheit dar. Von den ca. 2,2 Mio. russlanddeutschen Aussiedlern, die heute in Deutschland leben, haben ca. 200.000 einen plautdietschen bzw. russlandmennonitischen Hintergrund.
Es gibt unter den Russlandmennoniten ein breites Spektrum von Gruppen, das von sehr konservativen bis hin zu Gruppen reicht, die modernen deutschen Freikirchen ähneln. Konservative Russlandmennoniten wie die Altkolonier-Mennoniten (über 100.000 Menschen) in Lateinamerika haben zum Beispiel bis heute einen Lebensstil bewahrt, der in etlichen Punkten dem der Amischen ähnelt. So haben sie nicht nur die deutsche Sprache bewahrt, sondern kleiden sich auch in ihrer traditionellen Tracht und lehnen bestimmte Techniken ab, von denen sie glauben, dass sie ihre Gemeinschaften zerstören; am augenfälligsten ist in diesen Fällen die Ablehnung von Autos und die Weiternutzung von Kutschen.

## Geschichte

### Ursprünge im Weichseldelta
Viele Anhänger der im Zuge der Reformation entstandenen protestantischen Freikirche der Mennoniten – benannt nach dem niederländisch-friesischen Reformator Menno Simons aus der Bewegung der Täufer – siedelten sich im Weichseldelta bei Danzig an, wo sie nicht selten bei der Urbarmachung von bis dahin nicht besiedelten oder durch Krieg entvölkerten Gebieten beteiligt waren, wobei sie bei der Trockenlegung versumpfter oder überfluteter Gebiete niederländische Methoden einsetzten.

### Auswanderung nach Russland
Auf Einladung von Katharina II. bzw. Paul I. wanderten im Wesentlichen zwischen 1789 und 1803 etwa 9.000 dieser Mennoniten von Westpreußen nach Südrussland (in die heutige Ukraine) aus. Die neuen Siedler niederländisch-niederdeutscher Herkunft – versehen mit Privilegien wie Religionsfreiheit und Aussicht auf Landerwerb – sollten die von den Türken zurückeroberten Landstriche urbar machen und den ukrainischen Nachbarn als Muster-Landwirte dienen. Im Laufe einiger Jahrzehnte gründeten die Russland-Mennoniten in ihrer neuen Heimat am Dnjepr zwei große „Mutterkolonien“ mit insgesamt fast hundert Dörfern. Die erste, auch „Alt-Kolonie“ genannt, ist als die Chortizaer Ansiedlung bekannt geworden. Heute ist dort die ukrainische Großstadt Saporischschja. Das zweite mennonitische Siedlungszentrum, entsprechend als „Neu-Kolonie“ bezeichnet, lag an einem kleinen Fluss namens Molotschna und wurde daher Molotschnaer Ansiedlung genannt. In diesen Kolonien wurde ziemlich bald der Landmangel, der in der Erbteilungstradition begründet war, zu einem großen Problem. Während der zweiten Hälfte des 19. Jahrhunderts und später entstanden daher unzählige „Tochterkolonien“, die über weite Gebiete des Russischen Reiches verstreut lagen.

### Auswanderung nach Nordamerika
Die ersten Russlandmennoniten wanderten schon ab 1874 aus den südrussischen Siedlungsgebieten zunächst hauptsächlich nach Kanada und in die USA aus. Ungefähr ein Drittel, vor allem die Konservativeren, wanderten zu dieser Zeit aus. Die etwas liberaleren unter ihnen, etwas mehr als die Hälfte, wählten die USA als Ziel, vor allem den Staat Kansas, während die traditionelleren nach Kanada auswanderten, wo ihnen zwei größere Gebiete zur alleinigen Besiedlung versprochen wurden. Diese Gebiete in Manitoba wurde Ost- und Westreserve genannt. Als 1910 in Russland ein neues Religionsgesetz erlassen wurde, das die Privilegien der Mennoniten einschränkte und sie als Sekte definierte, wurde die Glaubenskommission gebildet, die heute als Kommission für Kirchliche Angelegenheiten in Paraguay tätig ist. Sie vertritt die Gemeinschaften in religiösen und Kulturellen Angelegenheiten nach außen.

### Auswanderung nach Mexiko und Paraguay
Von Kanada aus gingen die Wanderungen in den 1920er Jahren nach Mexiko (vor allem 1922–1925) und Paraguay (1927). Hauptgrund war die zwangsweise Einführung des Englischen als Unterrichtssprache in den russlandmennonitischen Schulen in Kanada, sowie Befürchtungen, dass die Befreiung vom Wehrdienst aufgehoben werden würde. Dazu kam die antideutsche Politik Kanadas während des Ersten Weltkrieges.

### Auswanderung in weitere Länder Mittel- und Südamerikas
Aufgrund von Landknappheit erfolgte eine Weiterwanderung zuerst kleinerer Gruppen in den Jahren 1954 bis 1957 nach Bolivien und 1958 nach Belize. Vor allem Bolivien entwickelte sich ab den 1960er Jahren zum Ziel vieler sehr konservativer Russlandmennoniten aus Mexiko und Paraguay, aber auch aus Kanada und Belize. Zwischen 1986 und 2014 wurden vier größere Kolonien von aus Mexiko stammenden Russlandmennoniten in Argentinien gegründet. Von Mexiko aus wurden ab 2016 neue Siedlungen in   Kolumbien gegründet und von Bolivien und Belize aus ab 2017 in Peru.
Bereits in der Zwischenkriegszeit gab es Auswanderungen von Russland nach Brasilien und Uruguay, wo sich die Mehrheit der Auswanderer jedoch bald assimilierte; in Uruguay schneller als in Brasilien, wo es bis heute geschlossene russlandmennonitische Siedlungen gibt. Kurz nach dem Zweiten Weltkrieg gab es eine weitere Auswanderungswelle aus Russland nach Paraguay. Diese Auswanderungen liefen meist über Deutschland.

### Auswanderung nach Deutschland
Schon in den 1970er Jahren begann zudem auch die Emigration von den in der Sowjetunion verbliebenen Russlandmennoniten nach Deutschland. Vor allem in den Jahren nach 1990 kamen sehr viele Russlandmennoniten bzw. deren Nachkommen, die oft Evangeliumschristen-Baptisten geworden waren, in die alte Heimat: Schätzungsweise 10 Prozent von den über 2 Millionen russlanddeutschen Aussiedlern stammen aus einer plautdietschen Familie mit dem oben skizzierten russlandmennonitischen Hintergrund, während fast alle anderen Aussiedler ursprünglich aus süddeutschen Regionen stammen.

## Liste der mennonitischen Siedlungen in der UdSSR um 1921
| Name der Siedlung                               | Provinz               | Gründungsjahr  | Bevölkerung 1926         | Fläche in ha   | Anzahl der Dörfer |
| Mutterkolonien                                  | Mutterkolonien        | Mutterkolonien | Mutterkolonien           | Mutterkolonien | Mutterkolonien    |
| ----------------------------------------------- | --------------------- | -------------- | ------------------------ | -------------- | ----------------- |
| 1. Chortitza                                    | Jekaterinoslaw        | 1789 ff.       | 12.000 (1922)            | 41.345         | 18                |
| 2. Molotschna                                   | Taurien               | 1804 ff.       | 18.437                   | 130.000        | 57                |
| 3. Am Trakt (Köppental)                         | Samara                | 1853           | 1.358                    | 15.300         | 10                |
| 4. Alt-Samara                                   | Samara                | 1859           | 1.164                    | 15.300         | 10                |
| Tochterkolonien                                 |                       |                |                          |                |                   |
| 5. Bergtal                                      | Jekaterinoslaw        | 1836 ff.       |                          | 12.100         | 5                 |
| 6. Huttertal                                    | Taurien               | 1843           |                          | 3.970          | 2                 |
| 7. Tschernoglas                                 | Jekaterinoslaw        | 1843           |                          | 1.090          | 1                 |
| 8. Siedlungen auf der Krim                      | Taurien               | 1862 ff.       | 4.817                    | 43.700         | 25                |
| 9. Kuban                                        | Kuban                 | 1863           | 3.381                    | 7.100          | 2                 |
| 10. Fürstenland                                 | Taurien               | 1864           | 1.374                    | 7.650          | 6                 |
| 11. Borosenko                                   | Jekaterinoslaw        | 1865           |                          | 6.700          | 6                 |
| 12. Schönfeld-Brasol                            | Jekaterinoslaw        | 1868           |                          | 60.700         | 4                 |
| 13. Jasykowo                                    | Jekaterinoslaw        | 1869           |                          | 9.440          | 8                 |
| 14. Sagradowka                                  | Cherson               | 1871           | 5.000 (1922)             | 22.720         | 16                |
| 15. Baratow                                     | Jekaterinoslaw        | 1872           |                          | 3.970          | 2                 |
| 16. Schljachtin                                 | Jekaterinoslaw        | 1874           |                          | 4.370          | 2                 |
| 17. Neu-Rosengart                               | Jekaterinoslaw        | 1878           |                          | 9.430          | 2                 |
| 18. Aulie-Ata und Ak-Metschet                   | Turkestan             | 1882           |                          | 8.740          | 7                 |
| 19. Memrik                                      | Jekaterinoslaw        | 1885           |                          | 13.110         | 10                |
| 20. Miloradowka                                 | Jekaterinoslaw        | 1889           |                          | 2.290          | 2                 |
| 21. Ignatjewo                                   | Jekaterinoslaw        | 1889           |                          | 15.430         | 7                 |
| 22. Neu-Samara (Pleschanowo)                    | Samara                | 1890           | 3.071                    | 24.040         | 12                |
| 23. Naumenko                                    | Charkow               | 1890           |                          | 5.810          | 3                 |
| 24. Borissowo                                   | Jekaterinoslaw        | 1892           |                          | 5.570          | 2                 |
| 25. Orenburg (Tochtersiedlungen von Chortitza)  | Orenburg              | 1894           | 5.767 (zusammen mit 28.) | 25.770         | 14                |
| 26. Suworowka                                   | Stawropol             | 1894           |                          | 4.370          | 2                 |
| 27. Olgino                                      | Stawropol             | 1895           | 564                      | 4.920          | 2                 |
| 28. Orenburg (Tochtersiedlungen von Molotschna) | Orenburg              | 1898           |                          | 12.020         | 8                 |
| 29. Besentschuk                                 | Samara                | 1898           |                          | 2.020          | 3?                |
| 30. Omsk                                        | Akmolinsk und Tobolsk | 1899 ff.       | 3.502                    | 437.080        | 29                |
| 31. Terek                                       | Terek                 | 1901           |                          | 27.100         | 15                |
| 32. Trubetskoje                                 | Cherson               | 1904           |                          | 48.080         | 2                 |
| 33. Zentral                                     | Woronesch             | 1909           | 608                      | 2.980          | 1                 |
| 34. Sadowaja                                    | Woronesch             | 1909           |                          | 6.500          | 1?                |
| 35. Barnaul (Slawgorod)                         | Tomsk                 | 1908           | 13.029                   | 54.630         | 58                |
| 36. Pawlodar                                    | Semipalatinsk         | 1906           | 2.736                    | 15.300         | 14                |
| 37. Minussinsk                                  | Jenisseisk            | 19??           |                          | 3.370          | 4                 |
| 38. Andreasfeld                                 | Jekaterinoslaw        | 18??           |                          | 4.260          | 3                 |
| 39. Kusmitskij                                  | Jekaterinoslaw        | 18??           |                          | 1.970          | 1                 |
| 40. Arkadak                                     | Saratow               | 1910           | 1.152                    | 10.320         | 7                 |

## Sprache
Da sich am Ende des 18. Jahrhunderts in der Kirchensprache Westpreußens gerade ein Wandel vom Niederländischen zum Deutschen hin vollzog, nahmen die Auswanderer größtenteils schon deutsche Bibeln und Gesangbücher mit nach Südrussland bzw. in die heutige Ukraine. In den folgenden Jahrhunderten war nun Hochdeutsch die Sprache für Kirche und Schule; Plautdietsch blieb nicht nur Umgangssprache, es wurde neben den religiösen Traditionen auch zu einem Faktor, der wichtig für Identität und Selbstbewusstsein wurde. Diese gemeinsame Sprache war ein starkes Bindeglied und deutliches Erkennungsmerkmal einerseits, aber es bot auch eine (hauptsächlich aus religiösen Gründen erwünschte) Abgrenzung von den übrigen deutschen Siedlern in Russland.

## Situation heute
Heute leben Russlandmennoniten außer in Deutschland vor allem auf dem amerikanischen Doppelkontinent. In Russland sind nur wenige verblieben. Die Länder mit den meisten Russlandmennoniten außerhalb Deutschlands sind Mexiko (100.000), Bolivien (70.000), Paraguay (50.000), Belize (10.000), Argentinien (4.000), Kolumbien (über 1.000) und Peru (über 1.000). Die Zahlen für die USA, Kanada, Brasilien und Uruguay sind schwer zu ermitteln, da sich dort die meisten Russlandmennoniten an die jeweilige Landeskultur assimiliert haben, eine Gesamtzahl von 250.000 außerhalb Deutschlands dürfte aber kaum zu viel sein.

### Deutschland
Viele haben sich auch in Deutschland wieder mennonitischen Gemeinden oder Mennonitischen Brüdergemeinden angeschlossen. Ein großer Teil hat sich aber auch Gemeinden der Evangeliums-Christen, Baptisten oder Adventisten angeschlossen, obwohl diese Aussiedler sich trotzdem weiter zu ihren mennonitischen Wurzeln bekennen. Offizielle Zahlen zu den Russlandmennoniten bzw. Plautdietsch-Sprechern existieren nicht, es werden wohl ca. eine halbe Million weltweit sein, davon ca. 200.000 in Deutschland. Die Plautdietschen haben aufgrund ihrer von weltweiter Migration geprägten Sprachgeschichte und als russlandmennonitische ethno-religiöse Sprachgemeinschaft eine vielseitige Identität. Sie gehören (jeweils teilweise) zu den folgenden vier Gruppen von Menschen:
- zu den Niederdeutsch-Sprechern in Deutschland
- zu den Sprechern von Minderheitensprachen in Europa und weltweit
- zu den russlanddeutschen Aussiedlern  oder Deutschen in Russland, Kasachstan usw.
- zu den Mennoniten in Deutschland und weltweit

### Altkolonier in Lateinamerika
Die Altkolonier-Mennoniten, die ganz überwiegend aus der „alten Kolonie“ Chortitza stammen, sowie ähnliche sehr konservative russlandmennonitische Gruppen, gleichen heute in vielen Aspekten den Amischen, den Mennoniten alter Ordnung und den Hutterern. Die traditionelle Russlandmennoniten sind nach den Amischen die größte Gruppe traditioneller Täufer.
Diese sehr konservativen russlandmennonitischen Gruppen haben nicht nur ihren deutschen Dialekt, das Plautdietsche erhalten, sondern auch die alten Formen der Kleidung, des Gottesdienstes, der Taufe und Beerdigung. Zudem lehnen sie in mehr oder minder großem Maße moderne Technik ab, die nach ihrer Meinung ihre Gemeinschaften zu zerstören droht. Vor allem in Bolivien leben viele Gruppen, die das Auto ablehnen und weiterhin mit der Pferdekutsche fahren.

## Russlandmennoniten in Literatur und Film

### Russlandmennonitische Autoren
- Arnold Dyck („Oppe Forstei“, „De Fria“, „Twee Breew“ etc.)
- Reuben Epp („Dit un Jant opp Plautdietsch“ etc.)
- Johannes Harder (Romane und Erzählungen, Übersetzungen, Geschichte)
- Lena Klassen („Himmel Hölle Welt“ etc.)
- Peter P. Klassen („So geschehen in Kronsweide“, „Frauenschicksale“, „Und ob ich schon wanderte“ etc.)
- Lore Reimer (Lyrik)
- Jack Thiessen (Kurzgeschichten, Übersetzungen)
- Miriam Toews („Swing Low“, „Ein komplizierter Akt der Liebe“ etc.)
- Johann Warkentin (Lyrik, Übersetzungen, Literaturkritik)
- Armin Wiebe („The Salvation of Yasch Siemens“ etc.)
- Rudy Wiebe („Wie Pappeln im Wind“, „Sweeter Than All the World“, „Of This Earth“ etc.)
- Peter P. Wiebe („Материалы по истории немецких и меннонитских колоний в омском Прииртышье 1895–1930“ etc.)
- Peter Rahn („Mennoniten in der Umgebung von Omsk“ 1975)
- Jegor K. Hamm („Миролюбовка – наша родина“)
- Benjamin H. Unruh („Die niederlaendisch-niederdeutschen Hintergruende der mennonitischen Ostwanderungen in 16., 18., und 19. Jahrhundert. etc.“)
- Viktor Fast („Wasserströme in der Einöde“, „Voruebergehende Heimat. 150 Jahre beten und arbeiten in Alt-Samara“)
- Margaret Epp („Die verschlossene Quelle“, „Chariots In The Smoke“, „Die Erde ist rund“, zahlreiche Kinderbücher etc.)
- Franz Bartsch („Unser Auszug nach Mittelasien“)
- Gerhard Wölk („Die Mennoniten Brüdergemeinde in Russland, 1925–1980: Ein Beitrag zur Geschichte“, „Die Heilige Schrift über Gott“, „Die Heilige Schrift über Gemeinde“, „Rede, Herr, dein Knecht hört“, „Geschichte der Mennoniten-Brüdergemeinden in Deutschland“, „Gottes Absichten mit Mann und Frau“)
- Johannes Nickel („Ich freue mich über dein Wort“)
- Johannes Fast („Ströme des Segens“)
- Hermann Heidebrecht („Fürchte dich nicht, du kleine Herde“, „Auf dem Gipfel des Lebens“, „Ein Hirte der Zerstreuten“)
- Otto Wiebe („Mennoniten-Brüdergemeinde“)
- Peter M. Friesen („Geschichte der Alt-Evangelischen Mennoniten-Brüderschaft in Russland“)
- Hans Kasdorf („Flammen unauslöschlich“)
- John N. Klassen („Russlanddeutsche Freikirchen in der Bundesrepublik Deutschland“, „Jesus Christus leben und verkündigen“)
- Johannes Reimer („Flucht über den Strom des schwarzen Drachen“)
- Jakob Bergen („So lebten wir in Russland“)
- Heinrich B. Unruh („Fügungen und Führungen“)
- H. Goertz („Die Molotschnaer Ansiedlung“, „Memrik“, „Die mennonitischen Siedlungen der Krim“)
- Hans Warkentin („Wenn die Not am größten …“)
- Elina Penner („Nachtbeeren“)

### Film
- Stellet Licht (Spielfilm Plautdietsch; Mexiko, Frankreich, Niederlande 2007)

- Die perfekte Welt der Mennoniten (Dokumentarfilm Plautdietsch, Spanisch; Mexiko, Italien 2006)